# Ashley B. Wright

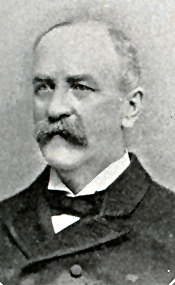
Ashley B. Wright

Ashley Bascom Wright (* 25. Mai 1841 in Hinsdale, Berkshire County, Massachusetts; † 14. August 1897 in North Adams, Massachusetts) war ein US-amerikanischer Politiker. Zwischen 1893 und 1897 vertrat er den Bundesstaat Massachusetts im US-Repräsentantenhaus.

## Werdegang
Ashley Wright besuchte die öffentlichen Schulen seiner Heimat sowie die Lincoln Academy in Hinsdale. Im Jahr 1861 zog er nach North Adams. Dort war er bis 1865 stellvertretender Leiter der Steuerbehörde im zehnten Finanzbezirk seines Staates. Danach arbeitete er im Handel. Gleichzeitig schlug er als Mitglied der Republikanischen Partei eine politische Laufbahn ein. Er saß im Gemeinderat und von 1884 bis 1887 im Kreisrat, dessen Vorsitz er ein Jahr lang innehatte. In den Jahren 1890 und 1891 gehörte Wright dem Regierungsrat von Massachusetts (State Executive Council) an.
Bei den Kongresswahlen des Jahres 1892 wurde Wright im ersten Wahlbezirk von Massachusetts in das US-Repräsentantenhaus in Washington, D.C. gewählt, wo er am 4. März 1893 die Nachfolge von Charles S. Randall antrat. Nach zwei Wiederwahlen konnte er bis zu seinem Tod am 14. August 1897 im Kongress verbleiben. Seit 1895 war er Vorsitzender des Committee on Mileage.